# Божидар Попов
Божидар Димитров Попов е български инженер, офицер, генерал-майор от МВР.

## Биография
Роден е на 1 ноември 1949 г. в София. Завършва Техническия университет със специалност електроинженерство. Впоследствие специализира кибернетика. От 1972 до 1977 г. работи в Министерството на енергетиката. През 1977 г. влиза в системата на МВР и започва работа в Софийското градско управление. Преподава в Академията на МВР в Симеоново. Между 1991 и 1992 г. е секретар на МВР при Правителството на Филип Димитров. От февруари 1997 г. до 22 август 2000 г. е главен секретар на МВР, като на 7 юли 1997 г. е удостоен със звание генерал-майор от МВР. Подава оставка поради намерени подслушвателни устройства в дома на тогавашния главен прокурор Никола Филчев. На 7 август 2000 г. е освободен от длъжността главен секретар на Министерството на вътрешните работи. От ноември 2000 до октомври 2001 г. е член на съвета на директорите на БТК. Умира на 7 септември 2004 г.